# Copycat (comics)
Pour les articles homonymes, voir Copycat.
Copycat est une super-vilaine repentie dans l'Univers Marvel de la maison d'édition Marvel Comics. Créé par le scénariste Fabian Nicieza
et le dessinateur Rob Liefeld, le personnage de fiction apparaît pour la première fois dans le comic book New Mutants #98 de 1991. Copycat est présente principalement dans les séries dérivées des X-Men.

## Biographie du personnage
Vanessa Geraldine Carlysle est une mutante tombée dans l'univers de la prostitution à Boston, quand elle rencontre l'assassin Deadpool.
Aux ordres de Tolliver, elle est chargée d'infiltrer X-Force sous l'apparence de la mercenaire Domino, alors prisonnière de ce dernier. Lors d'une opération de sabotage visant à faire exploser leur QG, elle stoppe son action, car elle s'était prise d'affection pour Cable et son équipe. Tolliver envoie alors Deadpool pour la forcer à agir. Finalement, Deadpool informe X-Force de la véritable identité de « leur » Domino et fait exploser le complexe. X-Force a juste le temps de s'échapper.
Vanessa prend ensuite le large, sous l'identité de la jumelle d'une de ses amies, Tina Valentino. Deadpool et son associé Sluggo la retrouvent mais éliminent la véritable Tina. Elle se réfugie chez Garrison Kane à San Francisco jusqu'à ce que Cable les retrouve. Ils sont tous transportés dans le Microverse et y affrontent Psycho-Man. Plus tard, elle quitte Kane et revient vivre avec Deadpool. Mais quand ce dernier commence à éprouver des sentiments envers Cyrène, Vanessa part à nouveau.
Quelque temps après, Copycat est capturée par Weapon X. Les traitements qui lui sont infligés effacent sa mémoire. Recruté par Dents-de-sabre, Deadpool reçoit pour mission de l'éliminer une bonne fois pour toutes. Mais le mercenaire hésite et tente de l'aider à se cacher. Weapon X envoie alors Kane pour les éliminer tous les deux. C'est finalement Dents-de-sabre qui l'assassine. Elle meurt dans les bras de Deadpool.

## Pouvoirs et capacités
Copycat est une mutante métamorphe capable de copier une autre personne, au niveau cellulaire. À ce niveau, elle peut donc copier les pouvoirs de mutants, les talents et l'empreinte neurale des originaux, la rendant très difficile à détecter par des télépathes. Son pouvoir est tactile et mémoriel. Dans sa forme naturelle, Copycat avait la peau bleuâtre, et les cheveux blancs. Ses yeux n'ont pas de pupilles visibles.

## Adaptations à d'autres médias

### SérieX-Men
Le personnage de Copycat est présent dans deux épisodes de la série d'animation X-Men des années 1990. Dans X-Men 2 de 2003, le nom de Copycat apparait dans les fichiers de l'ordinateur de William Stryker que fouille Mystique.

### Deadpool(2016)
Dans le film Deadpool de 2016, Vanessa, interprétée par Morena Baccarin, est une prostituée que Wade Wilson rencontre dans un bar. Ils deviennent de plus en plus liés jusqu'à ce que Wade Wilson la demande en mariage. Lorsqu'il découvre son cancer, il préfère abandonner Vanessa, pour qu'elle ne le voit pas souffrir. Wade devient ensuite Deadpool. Vanessa est capturée par Ajax, alias Francis, puis sauvée par Deadpool. Il n'est pas précisé dans le film qu'elle est mutante. Cela dit, on peut remarquer qu'elle apparaît avec différents styles vestimentaires et plusieurs coiffures lui donnant d'autres apparences.

### Deadpool 2(2018)
Dans le film Deadpool 2 de 2018, Vanessa, toujours interprétée par Morena Baccarin, signifie son vœux à Wade Wilson de fonder une famille et d'avoir un enfant. Alors qu'ils passent la soirée dans leur appartement, ils sont attaqués par un baron de la drogue et ses mercenaires. Vanessa meurt d'une balle dans le cœur pendant la fusillade.
Elle réapparaîtra à plusieurs reprises dans des expériences de mort imminente de Deadpool pour aider ce dernier à résoudre ses problèmes.
Dans la première scène post-crédits du film, Deadpool récupère l'appareil à voyager dans le temps de Cable. Dans la seconde scène post-crédits, il utilise l'appareil pour revenir quelques instants avant la mort de Vanessa Carlysle et tue le baron de la drogue, évitant ainsi la mort de sa compagne.